# Аполима (пролив)
Аполима — пролив, разделяющий два крупнейших самоанских острова — Савайи и Уполу. Достигает в ширину почти 13 км.

## География
Внутри пролива расположено несколько мелких островков, некоторые из них обитаемы — Маноно, Аполима. От Маноно до Уполу расстояние составляет 3 км. Ещё один приметный остров — Нуулопа — необитаем.
Транспортное сообщение между двумя главными островами Самоа через пролив осуществляется паромом, ходящим по маршруту Мулифануа — Салелолога.

## Галерея
|  |  |

|  |